# IC 451
IC 451 ist eine Spiralgalaxie vom Hubble-Typ SABb im Sternbild Giraffe am Nordsternhimmel. Sie ist rund 235 Millionen Lichtjahre von der Milchstraße entfernt und hat einen Durchmesser von etwa 80.000 Lichtjahren.

Im selben Himmelsareal befindet sich unter anderem die Galaxie IC 450.
Das Objekt wurde im Jahr 1890 vom britischen Astronomen William Frederick Denning entdeckt.